# Гусейнов, Тофик Мирсияб оглы
Тофик Мирсияб оглы Гусейнов (азерб. Tofiq Mirsiyəb oğlu Hüseynov; 19 апреля 1954 — 26 февраля 1992) — азербайджанский офицер, майор. Национальный герой Азербайджана.

## Биография
Тофик Гусейнов родился 19 апреля 1954 года в Ходжалы. Здесь же с 1961 по 1971 год учился в школе. Затем, окончил сельскохозяйственный техникум в городе Агдам. С 1974 по 1976 год служил в рядах Советской армии в городе Алма-Ата Казахской ССР. Вернувшись на родину, преподавал начальную военную подготовку в средней школе Ходжалы.
С началом Карабахской войны стал участником обороны Ходжалы. Был одним из создателей батальона самооброны Ходжалы в 1991 году, назначен командиром этого батальона. В Ходжалы Гусейнов получил прозвище «Михайло».
В ходе боёв он уничтожил огневые средства армянских войск, ведущих обстрел Ходжалы из села Норагюх. Согласно азербайджанским данным, позднее Тофик Гусейнов уничтожил противоградовую установку армян «Алазань», расположенную в селе Мехтикенд, захватив в плен 10 армянских военнослужащих. После этой операции он был удостоен звания майора. Погиб 26 февраля 1992 года, обороняя Ходжалы.

## Память
Указом Президента Азербайджанской Республики № 833 от 7 июля 1992 года Гусейнову Тофигу Мирсияб оглы было присвоено звание Национального героя Азербайджана (посмертно).
Похоронен на Аллее Шехидов.